# Ranodon sibiricus
Ranodon sibiricus (tiếng Kazakhstan - Жетісу аяқтыбалығы, tiếng Nga - Семиреченский лягушкозуб, tiếng Anh - Trung Án Salamander hoặc Semirechensk Salamander, tiếng Trung - 新疆北鲵/新疆北鯢, Tân Cương bắc nghê), là một loài kỳ giông thuộc chi đơn loài của họ Hynobiidae và 100% bị đe dọa hoặc tuyệt chủng.. Loài này có ở Trung Quốc và Kazakhstan.
Môi trường sống tự nhiên của chúng là rừng ôn đới, đài nguyên, vùng đồng cỏ ôn đới, sông ngòi, sông có nước theo mùa, đầm nước ngọt, và suối nước ngọt.
Chúng hiện đang bị đe dọa vì mất môi trường sống.